# Wereldspelen 1997
De Wereldspelen 1997 waren de vijfde editie van de Wereldspelen en vonden plaats van 7 tot en met 17 augustus 1993 te Lahti. Op de wereldspelen worden sporten beoefend die niet tijdens de Olympische Spelen aan bod komen.

## Medailles

### België
| Sport           | Naam                                                             | Discipline                 | Medaille |
| --------------- | ---------------------------------------------------------------- | -------------------------- | -------- |
| Bowlen          | Gery Verbruggen                                                  | (v)                        | Goud     |
| Petanque        | Fabienne Berdoyes Linda Goblet                                   | doublettes (v)             | Goud     |
| Waterskiën      | Jan Baillien                                                     | blootvoetskiën figuren (m) | Goud     |
| Zwemmend redden | Bart Reymen                                                      | 200 m hindernisredden (m)  | Goud     |
| Zwemmend redden | Bart Reymen Hans Bijlemans Vincent Honet Freek Lemmens           | 4×50 m tube (m)            | Goud     |
| Zwemmend redden | Martine Engelen Aurélie Goffin Sandra Harthoorn Aurélie Hiernaux | balwerpen (v)              | Goud     |
| Korfbal         | Nationaal team                                                   | landenteam                 | Zilver   |
| Powerliften     | Ingeborg Marx                                                    | - 67,5 kg v)               | Zilver   |
| Zwemmend redden | Hans Bijlemans                                                   | 200 m hindernisredden (m)  | Zilver   |
| Acrogym         | Kaat Croubels Tine Dewaele                                       | duo over-all (v)           | Brons    |
| Acrogym         | Kaat Croubels Tine Dewaele                                       | duo balans (v)             | Brons    |
| Acrogym         | Hans Lismonde Eline Van Casteren                                 | gemengd dubbel tempo       | Brons    |
| Waterskiën      | Jan Baillien                                                     | sprong (m)                 | Brons    |
| Zwemmend redden | landenteam                                                       | landenklassement           | Brons    |

1981 Santa Clara · 
1985 Londen · 
1989 Karlsruhe · 
1993 Den Haag · 
1997 Lahti · 
2001 Akita · 
2005 Duisburg · 
2009 Kaohsiung · 
2013 Cali · 
2017 Wrocław · 
2022 Birmingham · 
2025 Chengdu ·